# Sprint Rally Cerknica
Sprint Rally Cerknica je avtomobilistična dirka ki poteka v Cerknici ter njeni okolici. Vsebuje eno hitrostno preizkušnjo ki se odpelje dvakrat v eno, dvakrat pa v drugo smer.

## Zmagovalci
| Leto | Dirkač        | Sovoznik   | Dirkalnik      |
| ---- | ------------- | ---------- | -------------- |
| 2012 | Boštjan Logar | Miha Zupan | Peugeot 206 R3 |